# Dungarpur (distrikt)
Dungarpur är ett distrikt i den indiska delstaten Rajasthan. Den administrativa huvudorten är staden Dungarpur. Distriktets befolkningen uppgick till 1 107 643 invånare vid folkräkningen 2001, på en yta av 3 770 km².
Området var under brittisk tid en vasallstat, då i regionen Rajputana.

## Administrativ indelning
Distriktet är indelat i fyra tehsil, en kommunliknande administrativ enhet:
- Aspur
- Dungarpur
- Sagwara
- Simalwara

## Urbanisering
Distriktets urbaniseringsgrad uppgick till 7,30 % vid folkräkningen 2001. De enda städerna är huvudorten Dungarpur samt Galiakot och Sagwara.